# ヴィッラ・リテルノ
ヴィッラ・リテルノ（伊: Villa Literno）は、イタリア共和国カンパニア州カゼルタ県にある、人口約1,300人の基礎自治体（コムーネ）。

## 地理

### 位置・広がり

#### 隣接コムーネ
隣接するコムーネは以下の通り。括弧内のNAはナポリ県所属を示す。
- カンチェッロ・エ・アルノーネ
- カザール・ディ・プリンチペ
- カステル・ヴォルトゥルノ
- ジュリアーノ・イン・カンパーニア (NA)
- サン・チプリアーノ・ダヴェルサ

### 気候分類・地震分類
ヴィッラ・リテルノにおけるイタリアの気候分類 (it) および度日は、zona C, 1082 GGである。
また、イタリアの地震リスク階級 (it) では、zona 2 (sismicità media) に分類される。

## 行政

### 分離集落
ヴィッラ・リテルノには、以下の分離集落（フラツィオーネ）がある。
- Masseria Arsa, Masseria San Biagio, San Sossio I, San Sossio II, San Sossio III, San Sossio IV, Santa Maria Pantano

## 交通

### 鉄道
- ヴィッラ・リテルノ駅